# Leskeodon ponapensis
Leskeodon ponapensis är en bladmossart som beskrevs av H. A. Miller 1978. Leskeodon ponapensis ingår i släktet Leskeodon och familjen Daltoniaceae. Inga underarter finns listade i Catalogue of Life.